# Hasberger Dorfstraße
Die Hasberger Dorfstraße in Delmenhorst, Ortsteil Hasbergen, ist eine 1800 Meter lange Hauptstraße des Ortsteiles. Sie führt in West-Ost-, dann Süd- und wieder Ostrichtung vom Mühlenkamp bis zur Schohasberger Straße und weiter zur Bremer Heerstraße nach Bremen-Huchting.
Nebenstraßen sind: Delmestraße, Klosterweg, Zum Forthskamp, Hasberger Feld, Zum Delmestau, unbenannter Stichweg, Grüner Weg, Zur Aue, Am Südfeld und Hullener Weg.
Viele Gebäude stehen als Einzeldenkmale oder in einer Denkmalgruppe unter Denkmalschutz.

## Geschichte

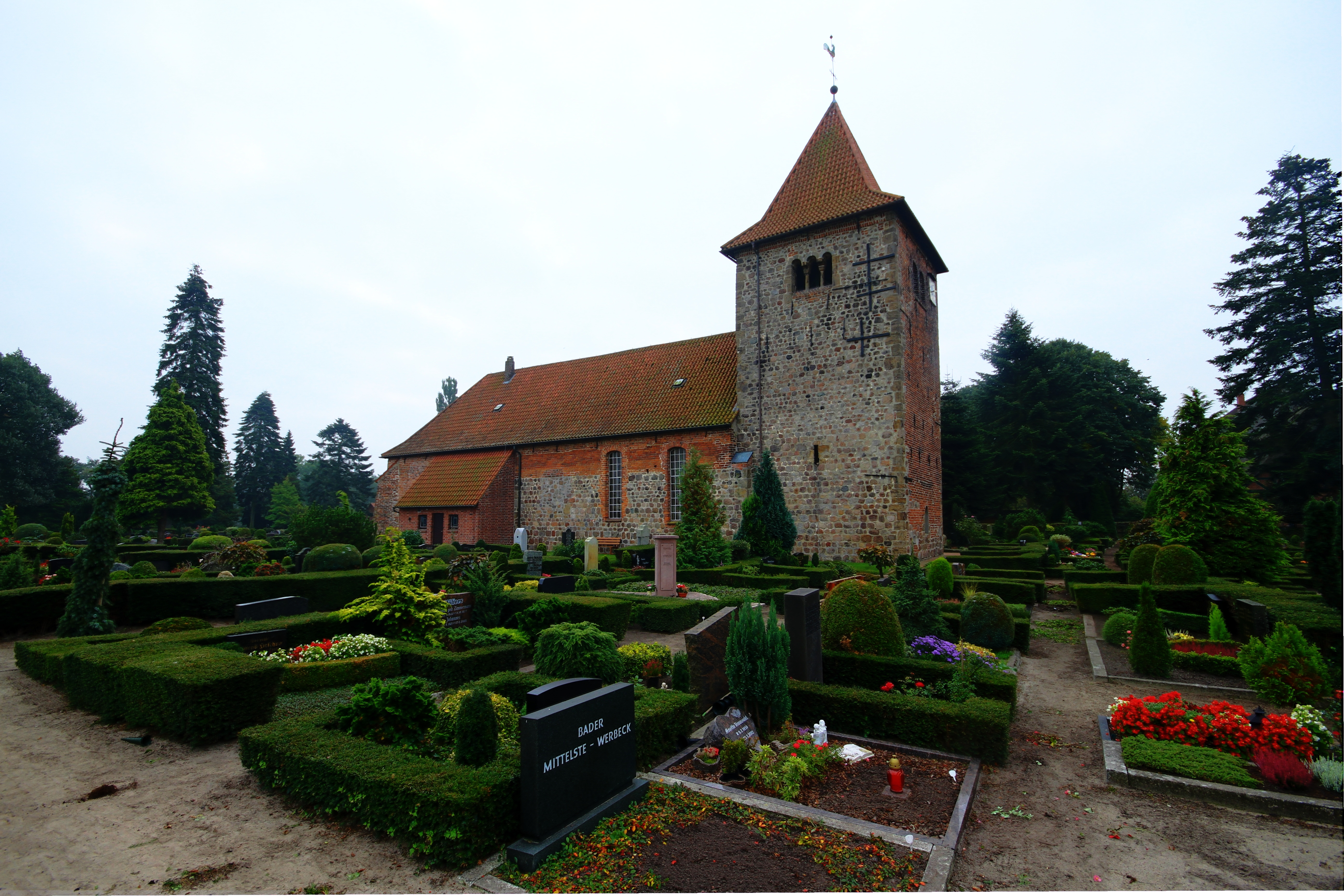
St.-Laurentius-Kirche

Die Hasberger Dorfstraße wurde benannt nach dem Dorf, erstmals 1142 erwähnt, u. a. als Hasberche, Hasenberghe, Haspergen und Haßbergen. Der Name setzt sich aus dem Wortteil Has, was sich vom englischen Horse (= Pferd) ableitet, sowie aus Berg zusammen. Die plattdeutsche Bezeichnung Hasbargen könnte auch auf bergen von Pferden vor Wölfen hindeuten.
Die Bebauung im Mühlenbereich gleicht einem älteren Haufendorf, an das sich Richtung Osten ein Straßendorf anfügte. Im Bereich der Mühle fließt die Delme von Delmenhorst in Richtung Norden zur Ochtum. Bei einem Feldzug des Grafen Christoph von Oldenburg wurden 1538 weite Teile Hasbergens zerstört; dem Feuer fielen etwa 40 Häuser und die Mühle zum Opfer.
Hasbergen wurde 1974 in die Stadt Delmenhorst eingegliedert. 2014/15 wurde die Straße saniert. Jährlich findet seit 1992 im August der Hasberger Hökermarkt statt, der bis zu 20.000 Besucher anlockt.
Der Öffentliche Personennahverkehr erschließt die Straße durch die Delbus mit der Buslinie 207.
Die Straße ist Teil der Kreisstraße K230 4.

## Bauwerke
An der Straße mit vielen alten und großen Bäumen stehen überwiegend eingeschossige Gebäude, zumeist mit Satteldächern, u. a. als idyllische Bauernhöfe. Die mit (D) gekennzeichneten Häuser stehen in Denkmalgruppen oder auch als Einzeldenkmale unter Denkmalschutz.

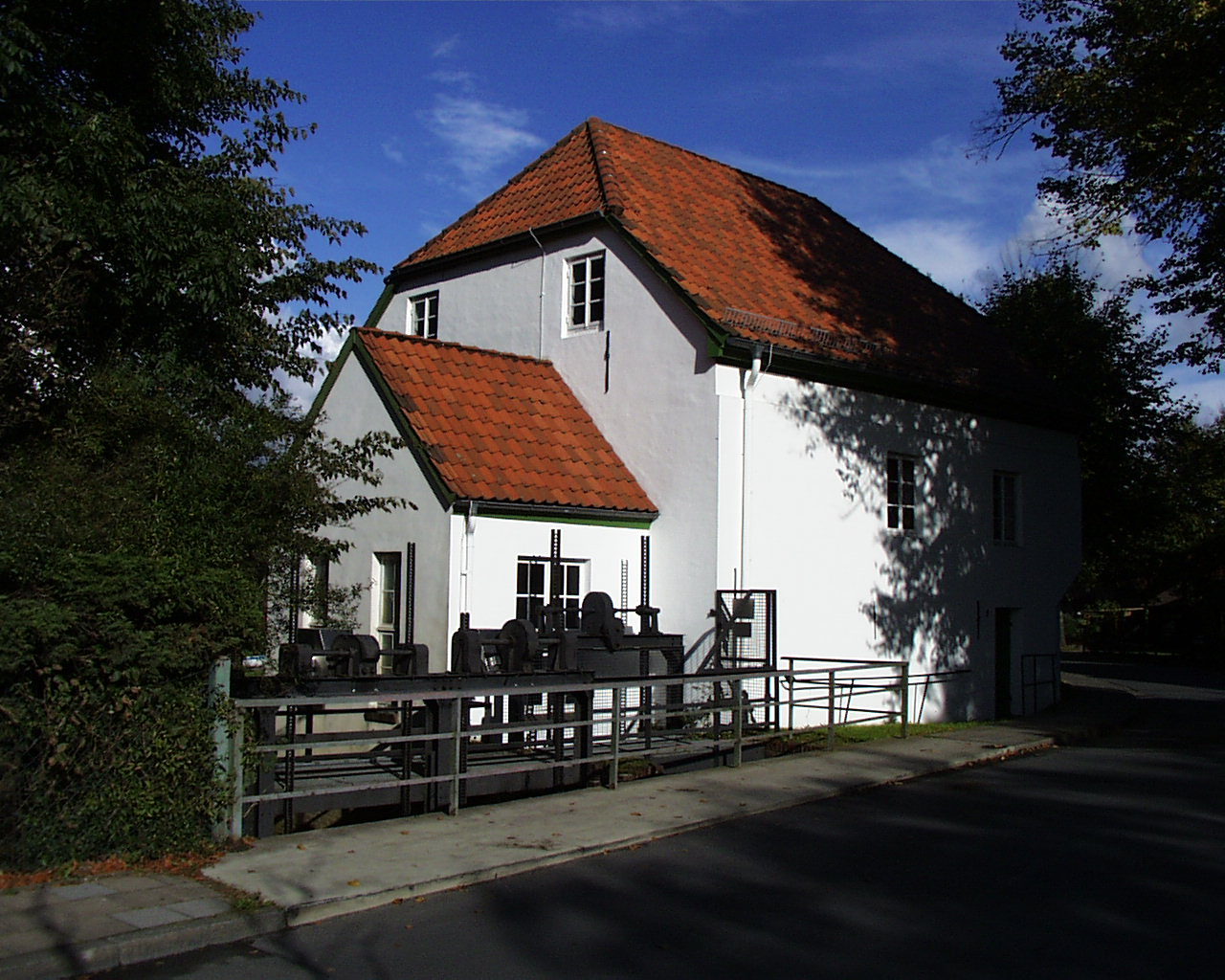
Turbinenhaus der Wassermühle

- 1: 2-gesch. Wassermühle Hasbergen als Museumsmühle ein Wahrzeichen des Dorfes; mit Mühle, Lagerhalle, Turbinenhaus, Mühlenstau und Wehranlage (D)
- 2: Wohn- und Wirtschaftsgebäude als Müllerhaus mit Stallanbau (D)
- 6: Wohnhaus der ehemaligen Schmiede (D)
- 9: Wohn- und Wirtschaftsgebäude als Hallenhaus und Stallgebäude (D)
- 12: Wohn- und Wirtschaftsgebäude und Hofanlage mit Stallteilen und Scheune(D)
- 16: Wohn- und Wirtschaftsgebäude als Hallenhaus mit Stallgebäude und Hofpflasterung (D)
- 21: Wohn- und Wirtschaftsgebäude als Hallenhaus mit Stallgebäude (D)
- 23: Wohn- und Wirtschaftsgebäude als Hallenhaus mit Stallgebäude (D)
- 31: Ehemaliger Alt Hasberger Krug, Landgaststätte im Fachwerkbau mit kleinem Hotel, von 1983 bis 2014 geführt von Claus Meyer; eine Neubebauung von vier Wohnhäusern wurde hier in einem Bebauungsplan festgesetzt und realisiert.
- 37: Wohn- und Wirtschaftsgebäude eines Landwirtschaftsbetriebes
- 39: Tierärztlicher Notdienst für Kleintiere
- 42: Wohn- und Wirtschaftsgebäude (D)
- 43: Wohn- und Wirtschaftsgebäude eines Landwirtschaftsbetriebes
- 46: Wohnhaus mit Arztpraxis
- 51: Gebäude mit TuS Hasbergen von 1921 mit Dorfsportplatz
- 57: Wohn- und Wirtschaftsgebäude eines Landwirtschaftsbetriebes
- 58: ehemalige Hasberger Schule (D)
- 58: Wohn- und Wirtschaftsgebäude der Schule mit Scheune (D)
- 60: Grundschule Delmenhorst Bungerhof-Hasbergen, Außenstelle und Kindertagespflege Dorfkinder in Fachwerkbau
- 63: Ev. St.-Laurentius-Kirche mit Kirchhof (D); romanischer Baubeginn wohl um die Mitte des 12. Jahrhunderts mit ständigen Sanierungen, Umbauten und Erweiterungen (13., 14. Jh. und 1732)
- 63: Evangelischer Friedhof (D) auf einer Wurt mit ca. 1900 Grabstellen und mit sehr alten Grabsteinen auf Familiengrabstellen
- 63: Kriegerdenkmal (D)
- 64: Gemeindehaus der Kirche
- 71: Wohnhaus mit Zahnarztpraxis
- 97: Wohnhaus[2]